# Light Table
LightTable是一个采用ClojureScript编写的可扩展的集成开发环境（IDE）。它由Chris Granger和Robert Attorri开发，具有实时运行反馈、调试和搜索文档的功能。即时反馈功能提供了一个不同寻常的运行环境来让程序员构建抽象。
开发团队尝试创造一个能使程序员及时获知程序运行状态的软件。该软件一开始只支持Clojure语言，但现在通过众多扩展，也能够支持Python和JavaScript语言。
该项目有Kickstarter资助，后来又由Y Combinator公司资助。Kickstarter本来预计众筹20万美元，但最后筹得316,720美元。

## 参閱
- 交互式编程（英语：Interactive programming）
- 文学编程